# 拉脱维亚弃兵
拉脱维亚弃兵（英語：Latvian Gambit）是國際象棋開局開放性開局的一種，走法為：
1.e4 e5 2.Nf3 f5